# Karl Robert Mandelkow
Karl Robert Mandelkow (* 7. Dezember 1926 in Hamburg; † 6. August 2008 ebenda) war ein deutscher Germanist und Professor für neuere deutsche Literaturwissenschaft an der Universität Hamburg. Er zählt zu den bedeutenden Goetheforschern des 20. Jahrhunderts.

## Leben
Der Sohn eines Polizeioberleutnants besuchte die Volks- und Oberschule in Hamburg-Eppendorf, bevor er 1943 während der alliierten Bombardierung Hamburgs als Luftwaffenhelfer eingezogen wurde. Gegen Kriegsende diente er als Fahnenjunker bei der Luftwaffe und geriet 1945 in Italien in amerikanische Gefangenschaft, konnte aber bereits Ende des Jahres nach Hamburg zurückkehren und seine unterbrochene Schulausbildung fortsetzen. Ab 1949 studierte Mandelkow in Hamburg Philosophie, Theologie und Literaturwissenschaften und finanzierte sein Studium zeitweise als Gitarrist in Hamburger Jazzklubs, ehe er 1955 auf Betreiben seines akademischen Lehrers Hans Pyritz (1905–1958) ein Stipendium der Studienstiftung des deutschen Volkes erhielt.
1956 legte Mandelkow das erste Staatsexamen für das Lehramt an höheren Schulen ab und wurde 1958 mit einer Dissertation über Hermann Brochs Romantrilogie „Die Schlafwandler“ zum Dr. phil. promoviert. Anschließend war er bis 1961 Assistent bei Adolf Beck (1906–1981) und begann parallel mit der Arbeit an der Edition von Goethes Briefen im Rahmen der Hamburger Ausgabe. 1961 ging er als Lektor an die Universität von Amsterdam und wurde 1965 als Professor an die Universität Leiden berufen. Vier Jahre später kehrte er zunächst als Gastprofessor nach Hamburg zurück, bevor er 1970 als Nachfolger von Beck auf den dortigen Lehrstuhl für Literaturwissenschaft berufen wurde. 1977 übernahm er zusätzlich die Leitung der Hamburger Arbeitsstelle des Goethe-Wörterbuchs; 1992 wurde er emeritiert.

## Auszeichnungen
- 1999: Goldene Goethe-Medaille der Goethe-Gesellschaft Weimar

## Schriften
- 1962: Hermann Brochs Romantrilogie Die Schlafwandler; Gestaltung und Reflexion im modernen deutschen Roman. Heidelberg, C. Winter.
- 1968: Goethes Briefe. Hamburger Ausgabe in vier Bänden (mit Bodo Morawe). 2. Auflage, Christian Wegner Verlag, Hamburg.
- 1976: Orpheus und Maschine; Acht literaturgeschichtliche Arbeiten. (= Poesie und Wissenschaft, Band IX) Heidelberg, Lothar Stiehm.
- 1980, 1989: Goethe in Deutschland; Rezeptionsgeschichte eines Klassikers. Band I: 1773–1918. Band II: 1919–1982. München, Beck.
- 1982 (Hrsg.): Europäische Romantik I (= Neues Handbuch der Literaturwissenschaft, Band 14), Wiesbaden.
- 1988 (Hrsg.): Johann Wolfgang von Goethe: Briefe und Briefe an Goethe, 6 Bände (mit Bodo Morawe). München, Beck, ISBN 978-3-406-33048-3.
- 2001: Gesammelte Aufsätze und Vorträge zur Klassik- und Romantikrezeption in Deutschland, Frankfurt am Main u. a., Lang, ISBN 3-631-36933-6.